# Kamienica Różyckich w Rzeszowie
Kamienica Różyckich – kamienica znajdująca się w Rzeszowie.

## Położenie
Budynek znajduje się w Śródmieściu w bezpośrednim sąsiedztwie zamku. Jest to kamienica narożna, więc spotkać się można z 2 adresami – Plac Śreniawitów 2, lub al. Pod Kasztanami 18.

## Charakterystyka
Po parcelacji tych terenów działkę nabywał lekarz Leon Różycki wraz z żoną Heleną de domo Hein. Małżonkowie mieli w planach budowę domu (wówczas była to okolica z typową zabudową willową) projektu miejskiego architekta K. Hołubowicza. Z niewyjaśnionych, jednak przyczyn rezygnowali z tego zamiaru i postanowili wybudować okazałą kamienicę, projektu nieznanego wcześniej Henryka Starka. Budowa zakładała nowoczesne, jak na owe czasy zastąpienie stropu drewnianego żelbetowym. Budowa trwała do roku 1910. 18 lat później dom odkupili Krausowie. W czasie II wojny światowej niemieckie władze okupacyjne przejmowały dom i lokowały w nim gestapo. Wówczas piwnice zamienione zostały na cele. Do złej sławy budynku przyczynił się fakt, że w czasach powojennych swoją siedzibę miał tu również Urząd Bezpieczeństwa, a wielu żołnierzy AK było w nim więzionych. W 1955 roku UB przenosił się do nowej siedziby przy ulicy Dąbrowskiego. Kamienica powróciła w ręce właścicieli, ci jednak nie byli w stanie jej utrzymać i zrzekają się prawa własności na rzecz Skarbu Państwa w 1972 roku. W 2002 roku zniszczono wszystkie piece kaflowe wewnątrz, zastępując je CO.
Budynek to klasyczna secesyjna kamienica narożna. Zarówno we wnętrzu, jak i na elewacji zachowało się wiele autentycznych elementów, jak np. metaloplastyka (balustrady schodów i balkonów, okucia drzwi), czy sztukaterii i fasetek. Ciekawym elementem są narożne okna o typowym dla art nouveau kształcie oddzielone kwiatowym ornamentem, projektu Stanisława Majerskiego.